# Nuova Zelanda ai Giochi della XVIII Olimpiade
La Nuova Zelanda  partecipò ai Giochi della XVIII Olimpiade, svoltisi a Tokyo dal 10 al 24 ottobre 1964, con una delegazione di 64 atleti impegnati in 11 discipline per un totale di 35 competizioni. Portabandiera alla cerimonia di apertura fu il mezzofondista Peter Snell, già medaglia d'oro sugli 800 metri a Roma 1960.
Il bottino della squadra fu di tre medaglie d'oro e due di bronzo, che valsero il dodicesimo posto nel medagliere complessivo. Quattro medaglie vennero dall'atletica leggera, fra le quali spiccarono le due d'oro conquistate da Peter Snell che, oltre a confermarsi campione olimpico sugli 800 metri, vinse anche la gara sui 1500 realizzando così una doppietta che non si verificava da Anversa 1920 e in seguito mai più ripetuta.

## Medagliere

### Per discipline
| Sport            | Oro | Argento | Bronzo | Totale |
| ---------------- | --- | ------- | ------ | ------ |
| Atletica leggera | 2   | 0       | 2      | 4      |
| Vela             | 1   | 0       | 0      | 1      |
| Totale           | 3   | 0       | 2      | 5      |

### Medaglie
| Medaglia | Atleta                      | Sport            | Evento                    |
| -------- | --------------------------- | ---------------- | ------------------------- |
| Oro      | Peter Snell                 | Atletica leggera | 800 metri piani maschili  |
| Oro      | Peter Snell                 | Atletica leggera | 1500 metri piani          |
| Oro      | Earle Wells Helmer Pedersen | Vela             | Flying Dutchman           |
| Bronzo   | John Davies                 | Atletica leggera | 1500 metri piani          |
| Bronzo   | Marise Chamberlain          | Atletica leggera | 800 metri piani femminili |